# Білоцерківка (Баштанський район)
Білоцеркі́вка — село в Україні, у Вільнозапорізькій сільській громаді Баштанського району Миколаївської області. Населення становить 151 особу. До 2018 року орган місцевого самоврядування — Новоюр'ївська сільська рада.